# Río Coppename

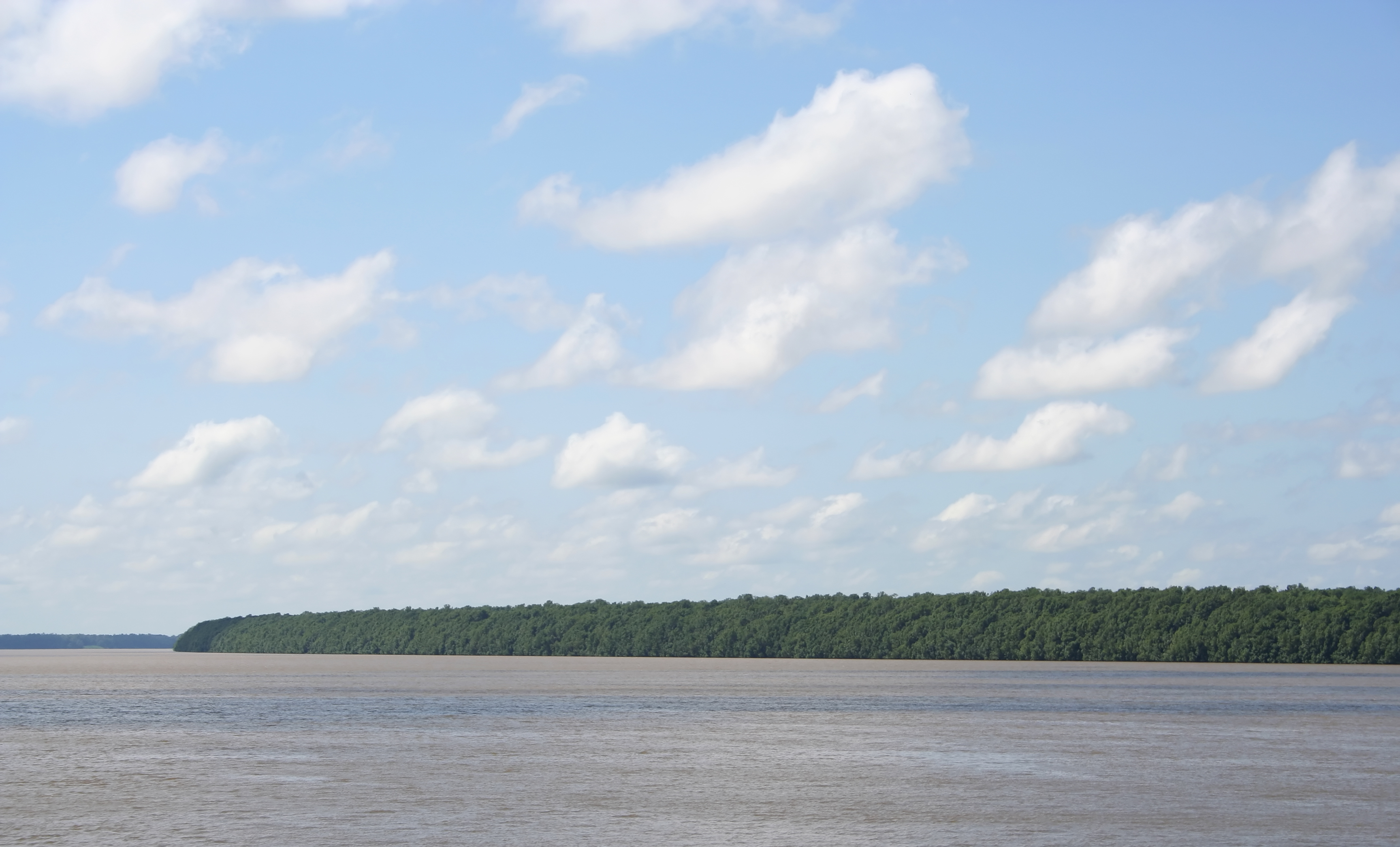
El río Coppename.

El río Coppename es un río de Surinam que fluye por el distrito de Sipaliwini, formando parte de la frontera entre los distritos de Coronie y Saramacca.

## Curso del río
El río Coppename posee sus nacientes en las montañas Wilhelmina. Sus tributarios son el Right Coppename (que nace en la ladera noreste de la cadena Wilhelmina, Tafelberg, y las zonas occidentales de Emmakette), el Left Coppename, y el Coppename medio, que posee sus nacientes en las zonas central y occidental de la sección norte de las montañas Wilhelmina y la región sur este de las montañas Bakhuys.
Las tres ramas del Coppename se unen arriba de las cascadas Tonckens y luego fluyen atravesando la montaña Hebiweri. Debajo de los rápidos Sidonkrutu se junta con el Adampada, que escurre la mayor parte de las pendientes este de la cordillera Bakhuys. Debajo de los rápidos de Langa, el río gira hacia el este y arriba de los rápidos de Raleigh recibe el aporte de río Tangimama, que proviene de la zona norte del Emmaketen.

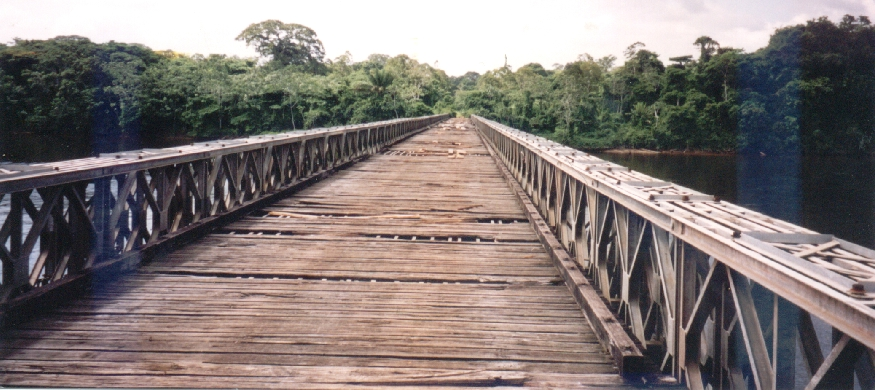
Puente Bailey sobre el río Coppename en Bitagron.

Los rápidos Raleigh, junto con la vecina montaña Voltz y la cadena montañosa Van Stockum, constituyen un polo de atracción para el turismo, al mismo se puede acceder mediante pequeñas avionetas.
Luego de que se le une el Kwama, el Coppename fluye en dirección norte y pasa por las villas de Kaaimanston, Bitagron y la villa anterior Heidoti. Una vez que alcanza la planicie costera, al Coppename se le une el Wayambo, wel cual forma una bifurcación entre los ríos Coppename y Nickerie.
Finalmente el Tibiti y el Coesewijne descargan en el Coppename. El Coppename y el Saramacca confluyen y poseen un delta común donde descargan en el Atlántico.

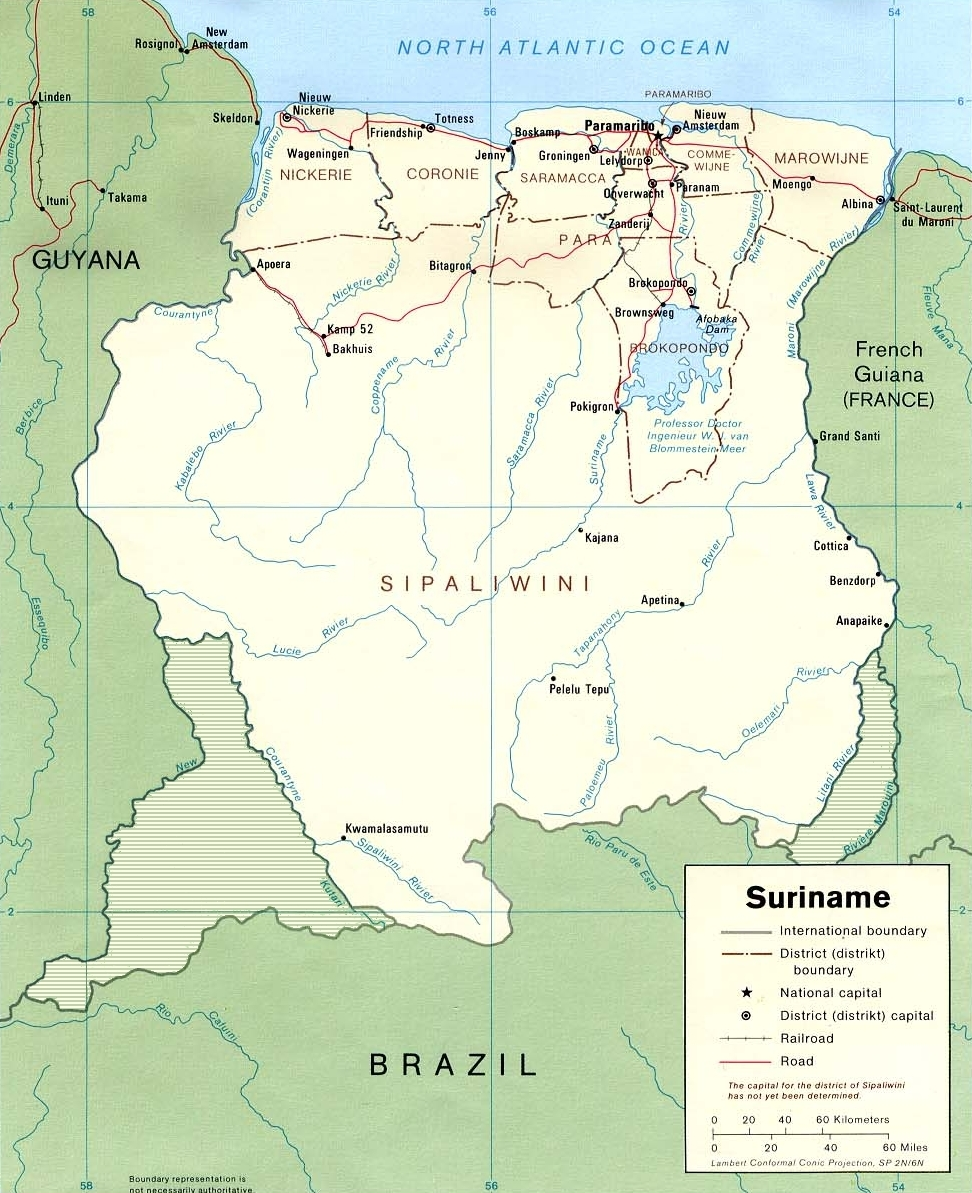
Luego de atravesar el distrito de Sipaliwini, el Coppename corre hacia el norte descargando en el Océano Atlántico.